# Poluvrijeme
Poluvrijeme je jedan od dvaju dijelova sportske utakmice. Između poluvremena obično bude pauza tijekom koje se momčadi povlače u svlačionicu. U nogometu poluvrijeme traje 45 minuta, a u rukometu 30 minuta. U košarci se poluvrijeme sastoji od dviju desetominutnih četvrtina, dok se u vaterpolu sastoji od dviju osmominutnih četvrtina.